# Carlee Beattie
Carlee Beattie (nascida em 9 de setembro de 1982) é uma atleta paralímpica australiana. Com amputação congênita no braço, Beattie obteve a medalha de prata nos Jogos Paralímpicos de Londres 2012 e uma de ouro no Campeonato Mundial de Atletismo Palímpico de 2015 no salto em distância feminino. Beattie defendeu as cores da Austrália disputando os Jogos Paralímpicos do Rio de Janeiro, em 2016, onde conquistou a medalha de bronze no salto em distância, categoria T45/46/47F46.
Havia antes representado a equipe do país oceânico em Pequim 2008 nas provas: salto em distância, 100  e 200 metros feminino, embora, sem sucesso.
Em 2012, foi nomeada, pela revista Zoo Weekly, como uma das atletas paralímpicas mais sexy (atraente, bonita).